# Hage-Geingob-Stadion
Das Hage-Geingob-Stadion (englisch Hage Geingob Stadium, ehemals Nationales Rugby-Stadion, englisch National Rugby Stadium und South West Stadium, Südwest-Stadion) ist das größte Rugby-Stadion in Namibia und eines von drei Nationalstadien, jedoch das einzige für Rugby. Es ist nach dem dritten namibischen Staatspräsidenten Hage Geingob benannt. 
Das Stadion liegt im Stadtteil Olympia, direkt neben dem Independence Stadium, im Süden der Hauptstadt Windhoek. Im Hage-Geingob-Stadion werden alle Spiele der namibischen Rugby-Union-Nationalmannschaft ausgetragen.
Das Stadium wurde 1991 und 2024 renoviert. Zudem ist eine umfassende Renovierung im April 2025 angekündigt worden, um im Stadion Spiele der Confédération Africaine de Football (CAF) und FIFA zu ermöglichen.

## Eigentumsverhältnisse
Das Stadion war bis 25. August 2011 das größte des Landes in Privatbesitz (Namibia Rugby Union), wurde aber aufgrund finanzieller Probleme der NRU an den Staat überschrieben, der nun für den Unterhalt und Instandhaltung aufkommt.